# Cosa (Ansedònia)

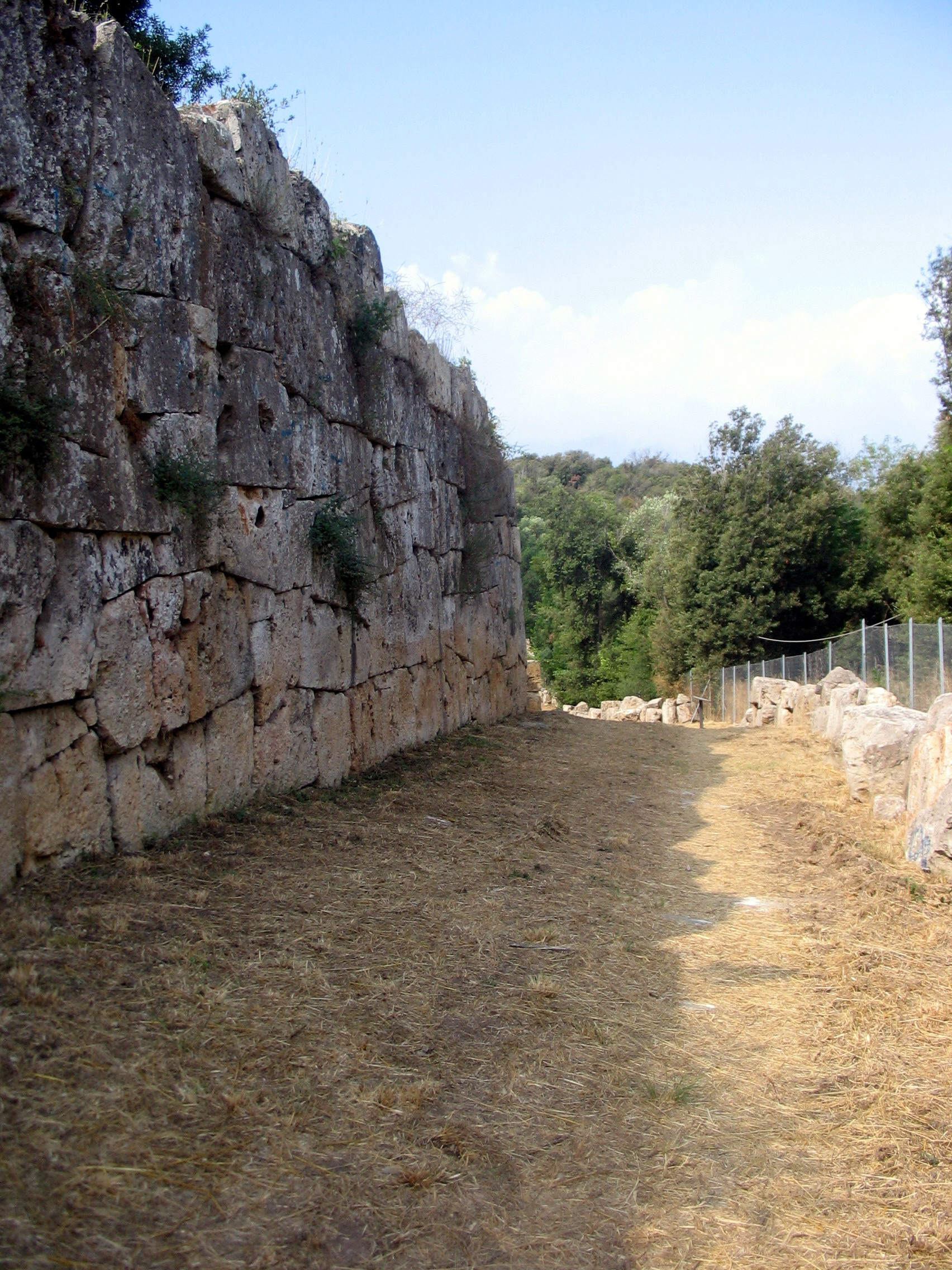
Fragment de la muralla.

Cosa fou una antiga ciutat d'Etrúria a la costa entre Portus Herculis i Graviscae. Alguns la situen entre les 12 ciutats de la lliga Etrusca, però no n'hi ha cap constància. Plini el Vell diu que depenia de Volci, que era a uns 35 km, però no se sap si era així des de sempre o només en el temps en què aquest autor ho va escriure. Va esdevenir una colònia romana.

## Localització

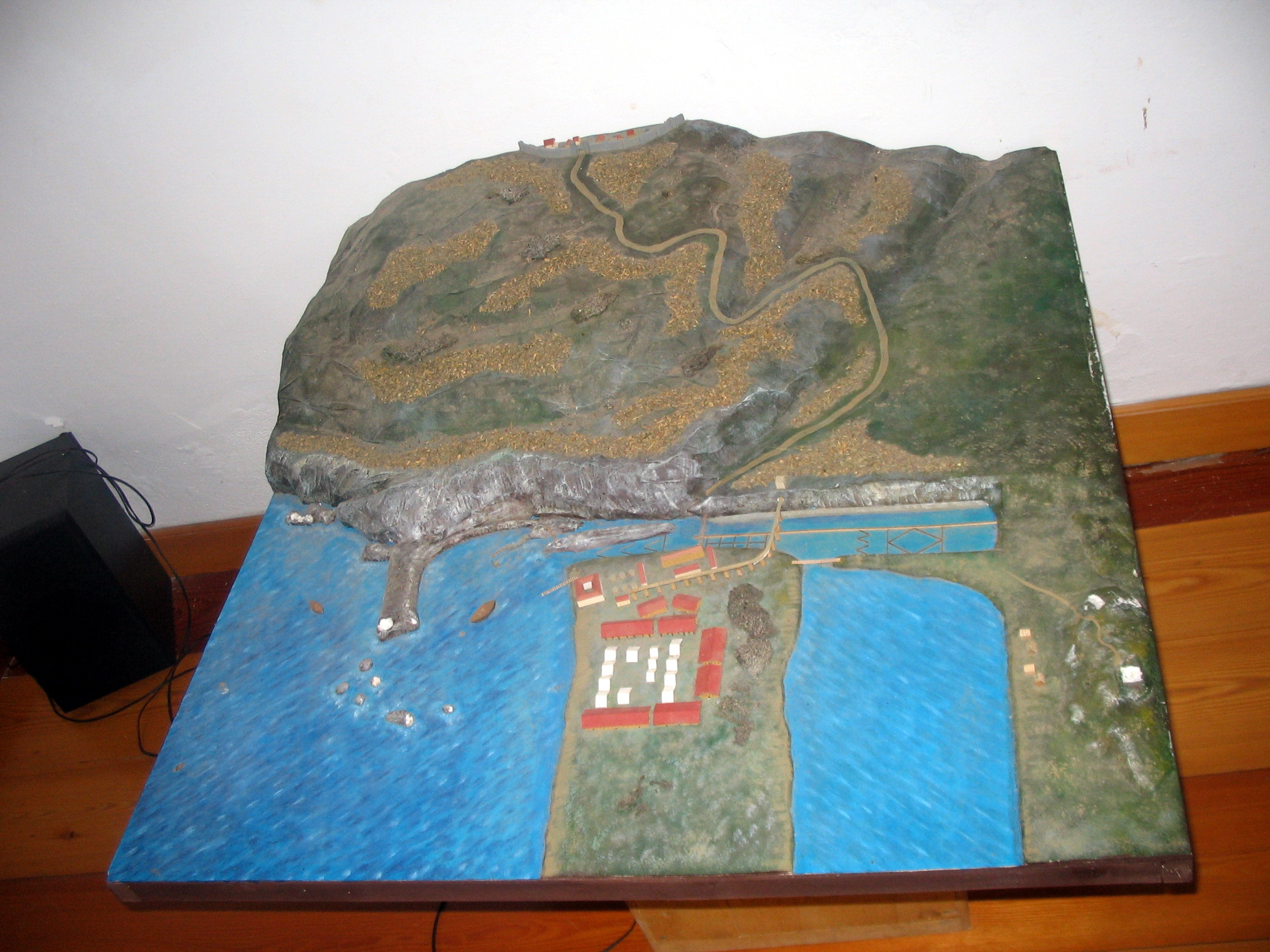
Reconstrucció en escaiola del Portus Cosanus.

Aquest enclavament etrusc (també escrit Cusi o Cosia) podria coincidir amb la moderna Orbetello, localitat on s'ha trobat un mur pertanyent a una antiga fortificació al costat d'un llac, que podria ser la muralla de l'antiga Cosa. La seva situació devia ser clarament distingible, ja que estava en un indret elevat uns 113 metres sobre el nivell del mar, a la costa Tirrena, en un turó proper a la ciutat d'Ansedònia.
Respecte a Roma, es trobava a 140 km al nord-oest.

## Història
La ciutat no té registres històrics; només apareix el 273 aC quan una colònia romana s'hi va establir, i se sap que pocs anys abans els romans havien triomfat sobre Volci.
En la Segona Guerra Púnica, fou una de les 18 colònies que van poder fornir els romans amb els subministraments i soldats demanats; en acabar la guerra, el 199 aC, van demanar l'enviament de més colons perquè la colònia estava molt malmesa i amb poca gent; la petició fou refusada inicialment, però concedida el 196 aC.
El seu port, Portus Cosanus o Porto Herculis, fou lloc de sortida de moltes flotes romanes que van anar a Còrsega, Sardenya i Elba (Ilva). Lèpid hi va embarcar el 78 aC, quan fou expulsat pel seu col·lega Catul. El 49 aC, durant la guerra civil, Domici va reunir prop de Cosa una força militar amb la qual va ocupar Massília.
Va subsistir durant l'imperi, però al segle iii ja estava en decadència, sembla que per abandonament a causa d'una plaga de rates.
Queden restes de les antigues muralles etrusques que sembla que foren reconstruïdes en època romana.
Portus Cosanus es va dir també Portus Herculis, i va subsistir. Avui és Porto d'Ercole, a l'altre costat de la badia, enfront de Cosa i del mont Argentarus.

## Estudis arqueològics
Al segle xx, l'American Academy in Rome en va patrocinar els primers estudis arqueològics amb resultats importants, els quals van estar dirigits per Frank Edward Brown. Les excavacions del 1948–54 i del 1965–72 van permetre traçar el plànol de la ciutat i situar-hi els principals edificis, el port i descobrir l'Arx (la ciutadella), el fòrum i algunes cases. Entre els edificis que encara no s'han excavat, hi ha uns banys públics, però no s'han trobat restes de cap teatre ni amfiteatre. Anteriorment, durant el segle xix, ja s'hi havien fet treballs arqueològics, a càrrec d'Elizabeth Fentress, membre de l'American Academy in Rome. Aquell primer estudi tenia per objectiu entendre la història del lloc entre el període imperial i l'edat mitjana.

### Estructura
L'estructura de la colònia era una adaptació al terreny desnivellat d'un traçat ortogonal. El fòrum estava en un replà entre dos pujols, l'àrea sagrada i l'arx estaven connectats amb el fòrum per un camí ample. S'han trobat restes de 248 habitatges, 20 dels quals devien estar destinats als decurions, ja que tenien el doble de la mida dels altres i estaven a prop del fòrum.

### la ciutadella
La colònia tenia un arx, una fortificació a la part alta, dins la qual hi havia un conjunt de dos temples que els arqueòlegs han anomenat el "capitoli de Cosa". En aquesta zona, es va trobar un mundus, el pou que els romans excavaven en fer els rituals de la fundació d'una ciutat, que servia per honrar els déus de l'inframón.

### El fòrum

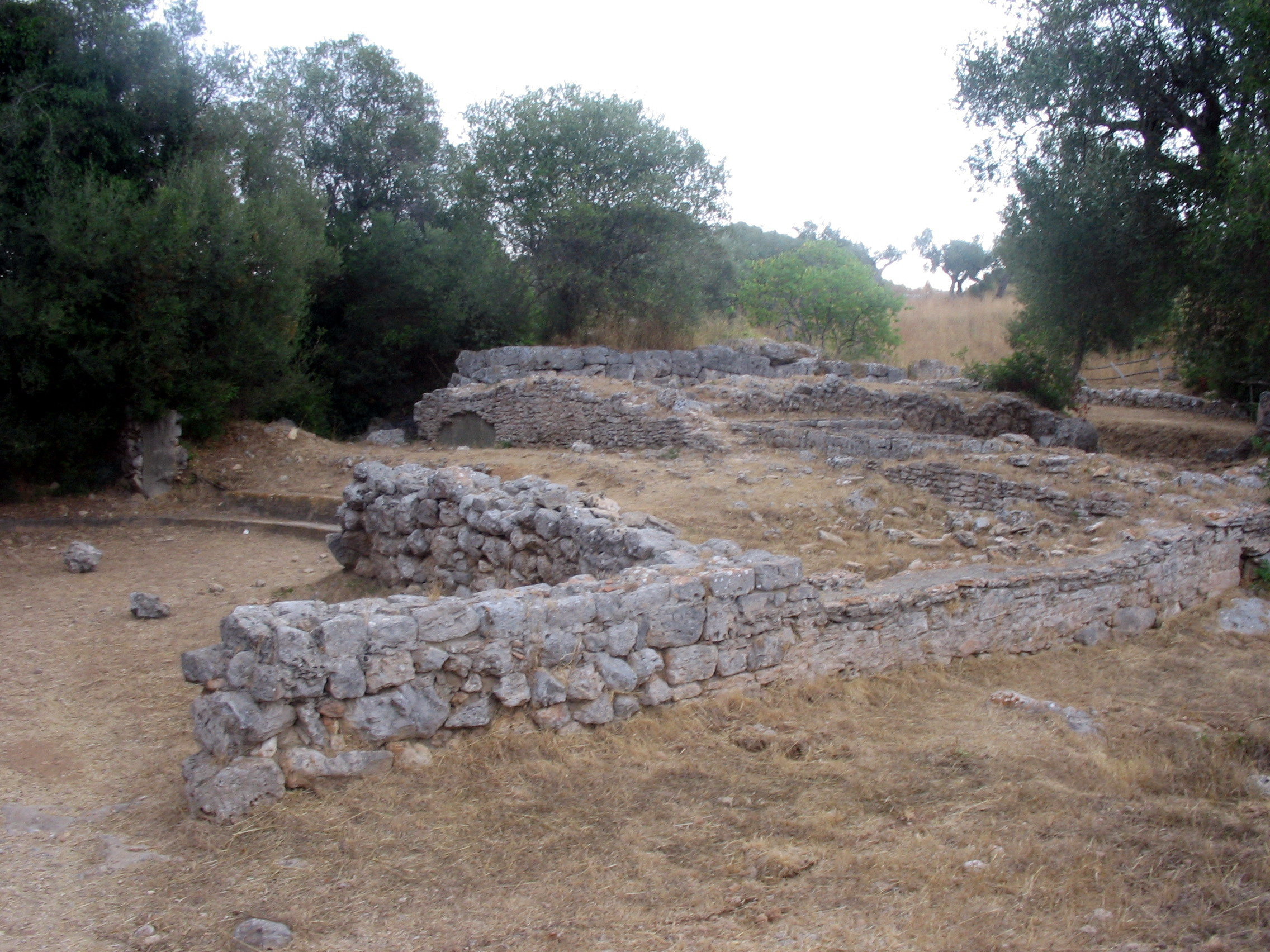
Restes del fòrum, on estava el comitium.

Dins el fòrum, s'han trobat les restes d'una basílica i un conjunt d'edificis que, segons Brown, devien fer les mateixes funcions que el comitium i la cúria Hostília de Roma, als quals ha posat el nom de atria publica. Sembla que aquests edificis construïts en el període republicà van ser refets en època imperial.

### Cases privades
Les residències privades de Cosa van ser el tema de dues publicacions:

Un llibre és obra de R. T. Scott (1993), que tracta sobre les petites cases de la zona oest, les quals ocupen uns 8 metres de carrer per la part frontal i per la part del darrere tenien patis i un petit jardí. Tenen una gran semblança amb les cases de Pompeia construïdes al segle ii.
L'altre llibre és obra d'E. Fentress (2004), i està centrat principalment en l'estudi de l'anomenada "Casa de Diana", una residència privada amb entrada per la plaça del fòrum. Va ser construïda cap a l'any 170 aC i va ser totalment renovada en l'època d'August. Es creu que podria pertànyer a Lucius Titinius Glaucus Lucretianus.

### Època imperial
Dels estudis arqueològics, es dedueix que la ciutat es va veure afectada per un terratrèmol l'any 51 i molts ciutadans van abandonar el lloc. Cap a l'any 80, es va reconstruir el que s'havia fet malbé per ordre de l'emperador Caracal·la i s'hi va afegir un santuari dedicat al déu Líber i un altre a Mitra al soterrani del Comitium. Per la ceràmica trobada, sembla que la basílica es va fer servir com a església cristiana i la ciutadella com a granja. A finals del segle VI o inicis del VII, la ciutat va ser abandonada potser a causa de la malària que va portar una plaga de rates.

### Edat mitjana
Cosa torna a estar present en documents del segle xi, tot i que una imatge suggereix que va tornar a ser habitada al segle ix. Aquesta imatge és una pintura al fresc de l'abadia de S. Anastasio alle Tre Fontane de Roma, que retrata el papa Lleó III i la captura de la ciutat per Carlemany. Cap a finals del segle x, s'hi va crear un petit cementiri al costat de l'església que ocupava l'antiga basílica. El papa Gregori VII (1073-1085) esmenta la ciutat en la carta de privilegis i li dona el nom d'Ansedoniam civitatem.
Aquesta segona ocupació del lloc al segle xi va començar amb uns edificis a la zona est que tenien el terra per sota del nivell del carrer, ja que el carrer feia pujada. Al voltant d'aquest conjunt de cases, es va construir un bancal doble i enmig un fossat. Al segle xii, es va edificar una torre de vigilància i una gran cisterna amb obertura a les dues bandes de la torre. Pels grafits que s'han trobat a les parets, es creu que més tard es va fer servir com a presó, una d'aquestes inscripcions data del 1211.
La torre va pertànyer a la família Aldobrandeschi el 1269, però va ser destruïda per l'exèrcit de Siena el 1329, i en van posar com a excusa que estava habitada per bandits. S'han trobat en la rodalia la base del que devia ser un trabuquet.

### La vila de Settefnestre
El 1970, l'arqueòleg Andrea Carandini va fer un estudi sobre una gran vila situada dins l'Ager Cosanus, a la qual va posar el nom de Settefinestre.

### El territori de Cosa
1. Attolini, I. et al. "Political geography and productive geography between the valleys of the Albegna and the Fiora in northern Etruria," In G. Barker and J. Lloyd, eds, Roman Landscapes, Londres, p.142-153.
2. Bisconti, F. "Tarda antichità ed alto medioevo nel territorio orbetellano. Primo bilancio critico," Atti del VI congresso nazionale di archeologia cristiana, Florència 1986, p.63-77.
3. Bronson, R., Uggieri, G. "Isola del Giglio, Isola di Giannutri, Monte Argentario, Laguna di Orbetello," SE 38, 1970, p.201-230.
4. Calastri, C. "L'insediamento di Portus Fenilie nell'agro Cosano." Campagna e paesaggio nell'Italia antica, Rome, 2000, p.127-136
5. Cambi, F., Fentress, E. "Villas to Castles: first millennium A.D. Demography in the Albegna Valley." In K. Randsborg, ed., The Birth of Europe, Rome, 1989, 74-86.
6. Carandini, A. "Il vigneto e la villa del fondo di Settefinestre nel Cosano. Un caso di produzione per il mercato trasmarino," MAAR 36, 1980, 1-10.
7. Carandini, A. ed. La romanizzazione dell'Etruria: il territorio di Vulci (catalogue of the exhibition at Orbetello, 1985), Florence 1985
8. Carandini, A., Ricci, A. eds. Settefinestre: una villa schiavistica nell'Etruria romana, Modena 1985.
9. Carandini, A., Settis, S. eds. Schiavi e padroni nell'Etruria romana Bari 1979
10. Carandini, A., Cambi, F., Celuzza M.G. and Fentress, E., eds. Paesaggi d'Etruria : Valle dell'Albegna, Valle d'Oro, Valle del Chiarone, Valle del Tafone : progetto di ricerca italo-britannico seguito allo scavo di Settefinestre Roma : Edizioni di storia e letteratura, 2002.
11. Carlsen, J. "Considerations on Cosa and the Ager Cosanus," AnalRom 13, 1984, p.49-58.
12. Castagnoli, F. "La centuriazione di Cosa," MAAR 25, 1957, 149-165.
13. Celuzza, M.G., Regoli, E. "La Valle d'Oro nel territorio di Cosa. Ager Cosanus and Ager Veientanus a confronto," DdA 1, 31-62.
14. Ciampoltrini, G. "Un insediamento tardo-repubblicano ad Albinia," Rassegna di Archeologia 4 1984, p.149-180.
15. Ciampoltrini, G. "Una statua ritratto di età imperiale dalla foce dell'Albegna," Prospettiva 43, 1985,p. 43-47.
16. Ciampoltrini, G., Rendini, P. "L'agro Cosano fra tarda antichità e alto medioevo. Segnalazione e contributi," ArchMed 15, 1988,p. 519-534.
17. Del Chiaro, M. "A new late republican-early imperial villa at Campo della Chiesa, Tuscany," JRA 2, 1989, 111-117.
18. Dyson, S. "Settlement Patterns in the Ager Cosanus. The Wesleyan University Survey," Journal of Field Archaeology 5, 1978, p.251-263.
19. Fentress, E. 1984. "Via Aurelia - Via Aemilia," PBSR 52, 1984, 72-77.
20. Fentress, E.-	"Peopling the Countryside.: Roman Demography in the Albegna Valley and Jerba" in A. Bowman and A. Wilson, eds., Quantifying the Roman Economy. Methods and Problems. Oxford, 127-162.
21. Manacorda, D. "Produzione agricola, produzione ceramica e proprietari nell'ager Cosanus nel I sec. a. C." In Società romana e produzione schiavistica Bari 1981, 3-54.
22. Pasquinucci, M. 1982. "Contributo allo studio dell'ager cosanus: la villa dei muraci a Porto Santo Stefano," SCO 32, 1982, 141 -149
23. Quilici-Gigli, S., Quilici L. "Ville dell'agro cosano con fronte a torrette," RIA 1 1978, 11-64.
24. Quilici-Gigli, S. "Portus Cosanus. Da monumento archeologico a spiaggia di Ansedonia," BstorArt 36, 1993, 57-63.
25. Peacock, D.: 1977. "Recent Discoveries of Amphora Kilns in Italy," AntJ 57, 1977, p.262 i seg.
26. Rathbone, D. "The development of agriculture in the Ager Cosanus during the Roman Republic. Problems of evidence and interpretation," JRS 71 1981, 10-23.
27. Uggeri, G. "Il popolamento del territorio cosano nell'antichità." In Aspetti e problemi di storia dello Stato dei presidi in Maremma, Grosseto 1981, 37-53.
28. Vitali, D., Laubenheimer, F., "Albinia, Torre Saline (prov. Di Grosseto) Il complesso produttivo con fornaci, II-I secolo a.C.-I secolo d.C." MEFRA 116, 2004, 591-604.
29. Vitali, D., Laubenheimer, F., Benquet, L. "La produzione e il commercio del vino nell'Etruria romana. Le fornaci di Albinia (Orbetello, GR.)" in Archeologia della vite e del vino in Etruria. Atti del Convegno internazionale di studi. Scansano, 9-10 settembre 2005, Siena 2007. 191-200.
30. Vitali, D., ed, 2007. Le fornaci e le anfore di Albinia: primi dati su produzioni e scambi dalla costa tirrenica al mondo gallico. Atti del seminario internazionale (Ravenna, 6-7 maig 2006). Albinia, 1.

### Estudis epigràfics
1. Babcock, C. "An inscription of Trajan Decius at Cosa," AJP 83, 1962, 147-158.
2. Manacorda, D. "Considerazioni sull'epigrafia della regione di Cosa," Athenaeum 57, 1979, 73-92
3. Saladino, V. "Iscrizioni del territorio di Cosa," Epigraphica 39, 1977, 142-151.
4. Scott, R. T. "A New Inscription of the Emperor Maximinus at Cosa," Chiron 11, 1981, 309-314.

### Sobre el material trobat a les excavacions
1. Brendel, O. "A Ganymede Group from Cosa," AJA 73, 1969, 232.
2. Buttrey, T.V. "Cosa: The Coins" MAAR 34, 1980, 11-153.
3. Fitch, C.R. and Goldman, N., The Lamps, MAAR 39, 1994.
4. Hobart, M.: 'Ceramica invetriata di Cosa (Ansedonia - Orbetello)' in L. Paroli, ed., La ceramica invetriata tardoantica e altomedievale in Italia, Florence, 1990, 304-309.
5. Hobart, M. 'La Maiolica arcaica di Cosa (Orbetello)' in Atti del XXIV convegno interna-zionale della ceramica, Albissola, 1991, 71-89.
6. Marabini Moevs, M. T. The Roman Thin Walled Pottery from Cosa (1948-1954), MAAR 32, 1973.
7. Marabini Moevs, M. T. "Italo-Megarian Ware at Cosa," MAAR 34, 1980, 161-227.
8. Marabini Moevs, M. T. Cosa. The Italian Sigillata. MAAR sup. 2006.
9. Scott, A. R. Cosa. The Black-Glaze Pottery 2. MAAR sup. 2008.
10. Scott, R. T. "A New Inscription of the Emperor Maximinus at Cosa" Chiron 11, 1981, 309-314.
11. Scott, R. T. "A new fragment of "serpent ware" from Cosa," JGS 34(1992) 158-159.
12. Taylor, D. M. "Cosa, Black-Glaze Pottery," MAAR 25, 1957, 65-193.
13. Tondo, L. "Monete medievale da Ansedonia," ArchMed IV, 1977, 300-305.
14. Tongue, W. "The Brick Stamps of Cosa," AJA 54, 1950, 263.
15. Will, E. Lyding "Ambiguity in Horace, Odes 1.4," CP 77 (1982), 240-245.
16. Will, E. Lyding. "Defining the "Regna Vini" of the Sestii," en Goldman, N.W., ed. New Light from Ancient Cosa: Studies in honor of Cleo Rickman Fitch. New York, 2000, 35-47.
17. Will, E. Lyding "The Roman Amphoras," in McCann, A.M., J. Bourgeois, E.K. Gazda, J.P. Oleson, E.L. Will, The Roman Port and Fishery of Cosa: A center of Ancient Trade, Princeton, 1987, 170-220.
18. Will, E. Lyding "The Sestius Amphoras. A Reappraisal," JFA 6, 1979, 339-350

### Informes provisionals de la investigació arqueològica
1. Brown, F. E. "Scavi a Cosa - Ansedonia 1965-6," BdA 52, 1967, 37-41
2. Brown, F. E. "The Northwest Gate of Cosa and its Environs," Studi di antichità in onore de G. Maetzke, Roma 1984, 493-498
3. Ciampoltrini, G. "Orbetello (Grosseto) Località Ansedonia. Ricerche sui monumenti d'età traianea e adreanea del suburbio orientale di Cosa," BA 11-12 1991
4. Ciampoltrini, G. "Orbetello (Grosseto) La necropoli di Cosa. Ricerche e recuperi 1985-1991," BA 7, 1991, 59-73.
5. Fentress, E., Hobart, M., Clay, T., Webb, M. "Late Roman and Medieval Cosa I: The Arx and the Structure near the Eastern Height," PBSR 59, 1991, 197-230.
6. Fentress, E. "Cosa in the empire: the unmaking of a Roman town," JRA 7, 1994, 208-222.
7. Fentress, E., and Celuzza, M.G. "La Toscana centro-meridionale: i casi di Cosa - Ansedonia e Roselle." In R. Francovich and G.Noyé eds., La Storia dell'Alto Medioevo Florence 1994, 601-613
8. Fentress, E., and Rabinowitz, A. "Excavations at Cosa 1995: Atrium Building V and a new Republican Temple," MAAR 41, 1996.
9. Hobart, M. "Cosa - Ansedonia (Orbetello) in età medievale: da una città romana ad un insediamento medievale sparso," ArchMed 22, 1995, 569-583.
10. Roca Roumens, M.,"Orbetello (GR). Excavación en la insula O-P/4-5 de ciudad romana de Cosa," Notiziario della Soprintendenza per i Beni archeologici della Toscana 3,2007, 480-485.
11. Scott, R. "The Arx of Cosa (1965-1970)," AJA 73, 1969, 245

### Conclusions sobre els treballs arqueològics
1. Brown, F.E., Richardson E. H. and Richardson, L. jr. "Cosa I, History and Topography." MAAR 20, 1951, 5-113.
2. Brown, F.E. Cosa II, the Temples of the Arx. MAAR 26, 1960.
3. Dyson, Stephen L. Cosa: The Utilitarian Pottery MAAR 33, 1976.
4. Brown, F. E. Cosa, the Making of a Roman Town Ann Arbor 1980.
5. Brown, F.E., Richardson E. H. and Richardson, L. jr. Cosa III, The Buildings of the Forum. MAAR 37, Roma 1993.
6. Bruno, V. J. and Scott., R. T. Cosa IV, The Houses. MAAR 38, Roma 1993
7. Collins Clinton, J. A Late Antique Shrine of Liber Pater at Cosa, (Etudes préliminaires aux religions orientales dans l'empire romain, vol 64), Leiden, 1977.
8. McCann, A. M., J. Bourgeois, E.K. Gazda, J.P. Oleson, and E.L. Will. The Roman Port and Fishery of Cosa: a Center of Ancient Trade, Princeton, 1987.
9. Fentress, E. et al. Cosa V: An Intermittent Town, Excavations 1991-1997 MAAR sup ed. Ann Arbor, 2004.

### Estudis generals sobre Cosa
1. Brown, F.E., Zancani Montuoro, P. "Il faro di Cosa in ex-voto a Vulci?," RIA 2, 1979, 5-29.
2. Dyson, S., 2005: "Success and failures at Cosa (Roman and American)", JRA 18, p.615-620.
3. Fentress, E., Richardson Jr. L., Scott, R.: "Excavations at Cosa: the First Fifty Years"
4. Fentress, E., "Introduction: Cosa and the idea of the city" in Fentress, E., ed., Romanization and the City. Creation, Transformations and Failures, Jra supp. 38, Portsmouth, RI, 2000.
5. Gerkan, A. von "Zur Datierung der Kolonie Cosa," in Scritti in Onore di Guido Libertini, Florence 1958, p.149-156.
6. Hesberg, H. von. "Coloniae Maritimae," RM 92, 1985, p.127-150.
7. Manacorda, D. "The Ager Cosanus and the production of the amphorae of Sestius: New evidence and a reassessment," JRS 68, 1978, p..122-131.
8. Richardson Jr., L. "Cosa and Rome, Comitium and Curia," Archaeology 10, 1957, p.49-55.
9. Scott, R. T. "The decorations in terracotta from the temples of Cosa," In La coroplastica templare etrusca fra il IV e il II secolo a. C. Florence, 1992, p.91-128.
10. Scott, R. T. "The Latin colony of Cosa," DialArch 6, 1988, p.73-77
11. Sewell, J., "Trading places? A reappraisal of the fora at Cosa"Ostraka 14, 2005, 91-114
12. Taylor, Rabun. "Temples and Terracottas at Cosa," AJA 106.1 (2002)p. 59-84.
13. Dyson, Stephen L. "Success and failures at Cosa (Roman and American)." Journal of Roman Archaeology 18 (2005), p. 615-20.